# Geófono

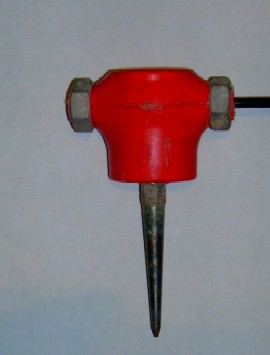
Geófono electromagnético

En los métodos sísmicos de prospección se suele registrar el movimiento del suelo generado por una fuente energética como son los explosivos y camiones vibradores. Los geófonos son transductores de desplazamiento, velocidad o aceleración que convierten el movimiento del suelo en una señal eléctrica. Casi todos los geófonos empleados para la prospección sísmica en la superficie terrestre son del tipo electromagnético.

## Geófonos electromagnéticos
Un geófono electromagnético es un transductor de velocidad. El mismo consiste en una bobina suspendida de un sistema de resortes que se mueve en un campo magnético generado por un imán permanente. El sistema masa-resorte más sencillo de estudiar es el que no considera amortiguamiento del movimiento de la masa y que responde a la ecuación diferencial:

{\displaystyle m{{\text{d}}^{2}x \over {\text{d}}t^{2}}+kx=0}

Siendo:
{\displaystyle m} la masa móvil del sistema.
{\displaystyle k} la constante de rigidez del resorte.
{\displaystyle x} el desplazamiento de la masa respecto al punto de equilibrio estático.
La frecuencia de oscilación natural o propia del sistema está determinada por la constante del resorte y por la masa móvil del sistema según la relación:

{\displaystyle \omega _{0}=2\pi f_{0}={\sqrt {k \over m}}}

En el caso de que el sistema masa-resorte estuviera amortiguado la ecuación diferencial que describe su comportamiento será:

{\displaystyle m{{\text{d}}^{2}x \over {\text{d}}t^{2}}+c{{\text{d}}x \over {\text{d}}t}+kx=0}

donde {\displaystyle c} es la constante de amortiguamiento. La frecuencia propia del sistema dependerá de esta constante de la forma:

{\displaystyle \omega _{0}=2\pi f_{0}={\sqrt {{k \over m}-{c^{2} \over 4m^{2}}}}}

La conversión del movimiento de la masa en una señal eléctrica se realiza mediante un transductor inductivo. La masa móvil tiene incorporada una bobina que se desplaza en el campo magnético generado por un imán permanente. Como resultado se obtiene una señal eléctrica que es proporcional a la velocidad con que se mueve el sistema, siempre y cuanto el campo magnético y la geometría sean adecuadamente elegidos. La fuerza electromotriz (FEM) inducida en la bobina por el desplazamiento de la misma en un campo magnético es:

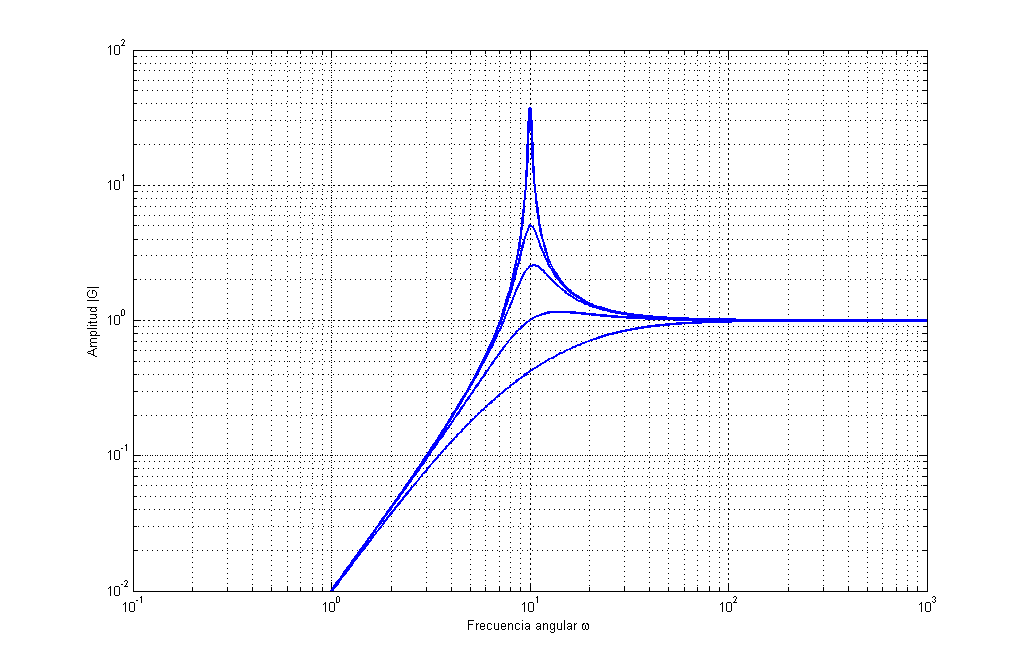
Respuesta en amplitud de un geófono para h = 0.01, 0.1, 0.2, 0.5 y 1.2

{\displaystyle E=-L{{\text{d}}H \over {\text{d}}t}}

Donde:
L es la inductancia de la bobina.
E es la FEM inducida.
H es la porción del campo magnético del imán permanente ocupado por la bobina.
Suponiendo que {\displaystyle H=H_{0}x}, donde x es la porción de la bobina presente dentro del entrehierro:

{\displaystyle E=-LH_{0}{{\text{d}}x \over {\text{d}}t}}

Por lo que la tensión inducida será proporcional a la velocidad de la masa. La expresión de la transferencia del sistema será:

{\displaystyle T(\omega )={\omega ^{2} \over {\omega _{0}^{2}-\omega ^{2}+i(2\omega \omega _{0}h})}}

## Geófonos capacitivos
También es posible construir geófonos que trabajen con transductores capacitivos. Estos transductores proporcionan una señal proporcional al desplazamiento de la masa. Se puede construir un transductor capacitivo elemental con dos placas paralelas alimentadas con una tensión alterna opuesta y una tercera placa, solidaria a la masa móvil, situada entre ellas. La tensión en la placa central será:
{\displaystyle V_{c}=(V_{1}-V_{2}){{1 \over C_{2}} \over {{1 \over C_{1}}+{1 \over C_{2}}}}}
Si la superficie enfrentada de ambos condensadores es idéntica, teniendo en cuenta que:
{\displaystyle C=\epsilon {S \over d}}
se obtiene que:
{\displaystyle V_{c}=K(V_{1}-V_{2})\delta x}
donde K es un factor geométrico.

## Geófonos piezoeléctricos
Los geófonos piezoeléctricos son transductores de aceleración. En este tipo de geófonos la masa del sistema descansa sobre un conjunto de placas hechas de algún material piezoeléctrico sensible a la presión tal como el cuarzo o la turmalina. Una aceleración del suelo hacia arriba aumentará el peso aparente de la masa y en consecuencia subirá la presión que actúa en los cristales piezoeléctricos. Una aceleración del suelo hacia abajo disminuirá el peso aparente de la masa y en consecuencia la presión ejercida sobre las placas. La variación de la presión induce variaciones de voltaje entre los extremos de las placas.